# آکیهیرو اندو
آکیهیرو اندو (انگلیسی: Akihiro Endō؛ زادهٔ ۱۸ سپتامبر ۱۹۷۵) بازیکن سابق فوتبال اهل ژاپن است.
از باشگاه‌هایی که در آن بازی کرده‌است می‌توان به باشگاه فوتبال یوکوهاما مارینوس و باشگاه فوتبال ویسل کوبه اشاره کرد.